# YF-730 (schip, 1944)
De YF-730 was een YF-ponton van de United States Navy gebouwd in 1944 door Cramp Shipbuilding. Het werd echter bekend als het boorschip CUSS I.
Na oplevering werd het opnieuw geclassificeerd als YFN-730 en op 3 juni 1947 uit dienst genomen. Het werd daarna als C.T.I. 730 verkocht.

## CUSS I
In 1948 hadden Continental, Union, Superior en Shell Oil het CUSS-consortium gevormd om technieken te ontwikkelen om voor de kust van Californië te kunnen boren. Waar de waterdiepte in de Golf van Mexico geleidelijk toeneemt, is deze bij Californië al dicht bij de kust te diep voor platforms die op de zeebodem rusten. In 1953 begonnen ze met proefboringen vanaf de verbouwde Submarex. Hierbij werd geboord vanaf een boorvloer over de zijde, wat problemen gaf met de slagzij. Hierop werd in 1954 de YFN-730 omgebouwd tot CUSS I, die boorde door een moonpool in de midscheeps. Om te voldoen aan de eisen die door Californië werden gesteld aan olieconcessies, werd er apparatuur geïnstalleerd waarmee de eruptieafsluiter (BOP) op afstand bediend kon worden, zodat er geen duikers meer nodig waren. De Western Explorer van Standard Oil of California was de CUSS I hierin voorgegaan. De CUSS I kon op ankers boren in waterdieptes tot ruim 100 meter.
Toen in september 1958 CUSS ontbonden werd, nam Union Oil alle aandelen over en bracht deze onder in Global Marine, waaronder de CUSS I.

## Project Mohole
Bij grotere waterdieptes werd ankeren problematisch en daarom kreeg de CUSS I in 1961 tijdens Project Mohole — een poging om door de aardkorst te boren in de Mohorovičić-discontinuïteit — vier grote Harbormaster buitenboordvoortstuwers. Hiermee wist men vanaf maart 1961 het schip handmatig op binnen zo'n 600 voet (180 meter) positie te houden en te boren in waterdieptes tot 3500 meter. Dit gebeurde handmatig en niet automatisch zoals twee maanden later het geval zou zijn op de Eureka van Shell dat het eerste dynamisch positioneringssysteem had.
Het werd uiteindelijk verkocht als Sucia.